# Алтайский моторный завод
Алтайский моторный завод — российское машиностроительное предприятие в Барнауле. Производит дизельные двигатели, дизель-генераторы и судовые дизель-редукторные агрегаты.
С 2006 года ОАО «АМЗ» входил в концерн «Тракторные заводы». В 2019 году после банкротства на основе акционерного общества было создано ООО «Алтайский моторостроительный завод».

## История
История Алтайского моторного завода началась с 1955 года и связана с организацией производства сельскохозяйственной техники, предназначенной для освоения целинных и залежных земель Сибири и Казахстана.
Вначале Барнаульский комбайно-сборочный завод производил жатки и копнители для прицепных комбайнов, затем в 1958 году завод преобразован в предприятие по выпуску рядных четырёхцилиндровых, а позже и шестицилиндровых дизелей и дизельной топливоподающей аппаратуры.
В 1959 году начат выпуск комбайнового 4-цилиндрового двигателя СМД-7 мощностью 55 л. с. по чертежам Харьковского завода «Серп и Молот». Одновременно конструкторским бюро завода был разработан новый 6-цилиндровый двигатель собственной конструкции А-01 мощностью 110 л. с. А в 1963 году уже успешно прошли государственные испытания этого двигателя, и с 1964 г. завод приступил к его выпуску. Параллельно с ним — к выпуску был подготовлен собственный 4-цилиндровый дизель А-41 мощностью 95 л. с. Модели А-01 и А-41 стали базовыми и были предназначены для комплектования, прежде всего, тракторов типа ДТ-75 и Т-4.
Этим было положено начало созданию двигателей собственной конструкции с большим количеством оригинальных инженерных решений, как в самой конструкции двигателя, так в технологии его производства.
В 1976 году награждён орденом Трудового Красного Знамени за успехи в комплектовании разнообразной техники современными двигателями.
В 1980-е годы численность работающих достигала 22,5 тысяч человек, завод имел собственное строительно-монтажное управление, дворец культуры, базу отдыха «Касмалинка» рядом с селом Павловск недалеко от Барнаула.
В 1986 году общий объём производства двигателей заводом составил 154 368 единиц.
В 1992 году завод посетил президент РФ Борис Ельцин. Он согласовал отделение от «АМЗ» путём выкупа оборудования трудовым коллективом цеха по производству топливной аппаратуры, принявшего название «Алтайский завод прецизионных изделий» (АЗПИ). Акционирование было осуществлено до начала кампании ваучерной приватизации советских предприятий. В 2003 году «АЗПИ» покинул территорию «АМЗ», переехав в заброшенный корпус Барнаульского хлопчато-бумажного комбината. Корпус «АМЗ», частично занимаемый «АЗПИ», был перестроен для размещения торгового центра строительных материалов «Прораб».
Также от «АМЗ» отделился «Алтайский завод алюминиевого литья».
По данным, полученным в ходе пробега «Красноярск-Орел: МОСТ 5000 км», новый алтайский дизель Д-442-59И обеспечивает комбайнам «Енисей 1200 НМ» и «Енисей 950» экономию топлива до 1,5 килограммов в час.
В 2002 году на Алтайском моторном заводе был разработан двигатель Д 442-59И мощностью 185 л. с., который начал серийно выпускаться с 2003 года. В мае 2003 года начался 44-дневный пробег «Красноярск — Орел: мост длиной 5000 км», в котором участвовали красноярские комбайны «Енисей 1200 НМ» и «Енисей 950» с установленными двигателями Д 442-59И. Пробег завершился без поломок и технических остановок, а применение этого алтайского двигателя обеспечило комбайнам «Енисей» экономию топлива до 1,5 килограммов в час.
В 2006 году с на предприятии была создана специальная рабочая группа, в функции которой входила подготовка заявки на получение господдержки на разработку и внедрение в производство нового модельного ряда дизельных двигателей. В связи с этим 14 апреля 2006 года на выставке продукции, производимой алтайскими машиностроительными предприятиями для сельского хозяйства, председатель правительства РФ Михаил Фрадков ознакомился со стендом, на котором были представлены дизельные двигатели производства ОАО "ПО «Алтайский моторный завод», и заявил, что после подробного анализа заявки решение о выделении федеральных средств на поддержку алтайских машиностроительных предприятий может быть вынесено на рассмотрение правительства.
В 2007 году «АМЗ» продал 70 000 м² производственных и 10 000 м² бытовых площадей завода финансовой группе «Самарский деловой мир» для строительства торгово-развлекательного центра.

### Хронология реорганизации
За свою историю завод сменил ряд названий и организационно-правовых форм:
- 1955—1958 годы — Барнаульский комбайно-сборочный завод;
- 1958—1978 годы — Алтайский моторный завод (АМЗ);
- 1978—1992 годы — Алтайское моторостроительное производственное объединение (АМПО);
- 1992—2003 годы — АО «Алтайдизель»;
- 2003—2012 годы — ОАО "Производственное объединение «Алтайский моторный завод» (ОАО "ПО «АМЗ»);
- 2012—2019 годы — ОАО «Алтайский моторный завод» (ОАО «АМЗ»);
- с 2019 года — ООО «Алтайский моторный завод».

### Применение дизельных двигателей
Дизели Алтайского моторного завода нашли применение более чем на 100 видах изделий производства ведущих машиностроительных предприятий, в том числе на:

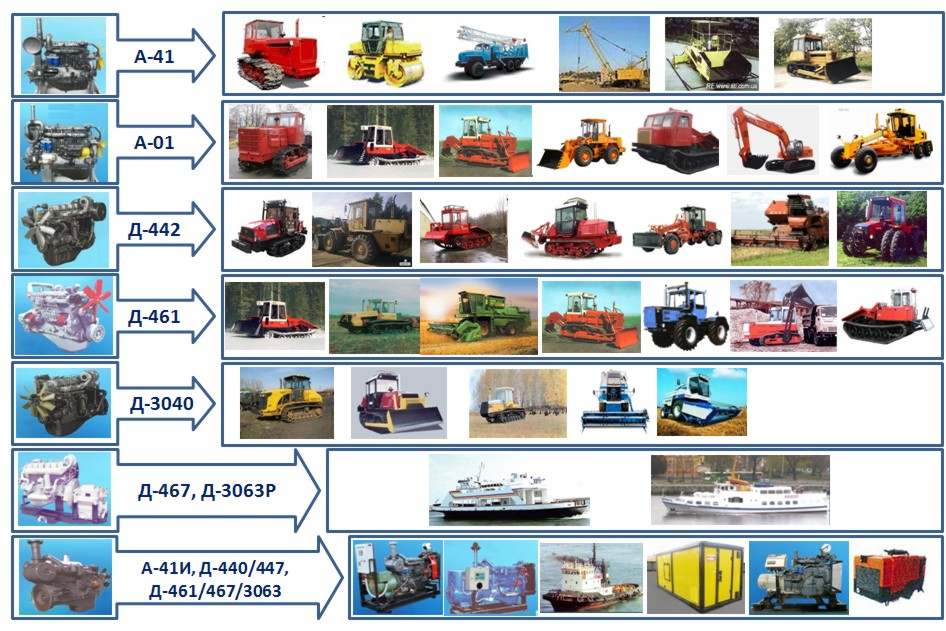
Двигатели ОАО «АМЗ» на различных видах техники

- сельскохозяйственных тракторах Волгоградского, Алтайского и Павлодарского тракторных заводов;
- зерно- и кормоуборочных комбайнах Красноярского завода комбайнов и «Ростсельмаш»;
- лесопромышленной технике Алтайского, Онежского тракторных заводов, Красноярского и Йошкар-олинского заводов «Лесмаш», Абаканского механического завода;
- автогрейдерах Орловского завода дорожных машин и завода «Брянский арсенал»;
- экскаваторах Ковровского и Донецкого экскаваторных заводов;
- фронтальных погрузчиках Минского завода «Амкодор»;
- дизель- генераторных установках, насосных станциях, компрессорах, кранах, автобусах и других изделиях разных производителей.

Всего за время деятельности завод выпустил более 3,5 миллионов дизельных двигателей.

## Алтайский Моторный Завод сегодня
ООО «Алтайский Моторный Завод» создан путём аренды и приобретения активов предприятия ОАО «Алтайский Моторный Завод».
Сегодня ООО «АМЗ» остаётся традиционным производителем рядных 4-х и 6-ти цилиндровых дизелей рабочим объёмом, соответственно, 7,43 и 11,15л, мощностного ряда 80…420 л. с., предназначенных для установки на широкий круг сельскохозяйственных и промышленных тракторов, комбайнов, лесопромышленной и дорожной техники, передвижных и стационарных дизель-генераторных установок, речных судов и других агрегатов с адаптацией дизелей по требованиям потребителей.

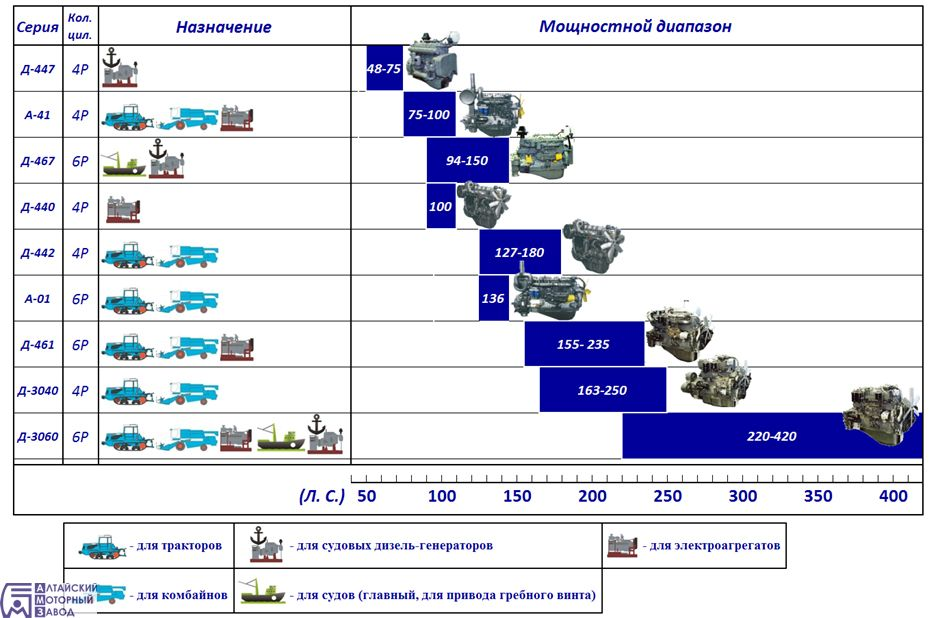
Диапазон мощности линейки двигателей ОАО «АМЗ»

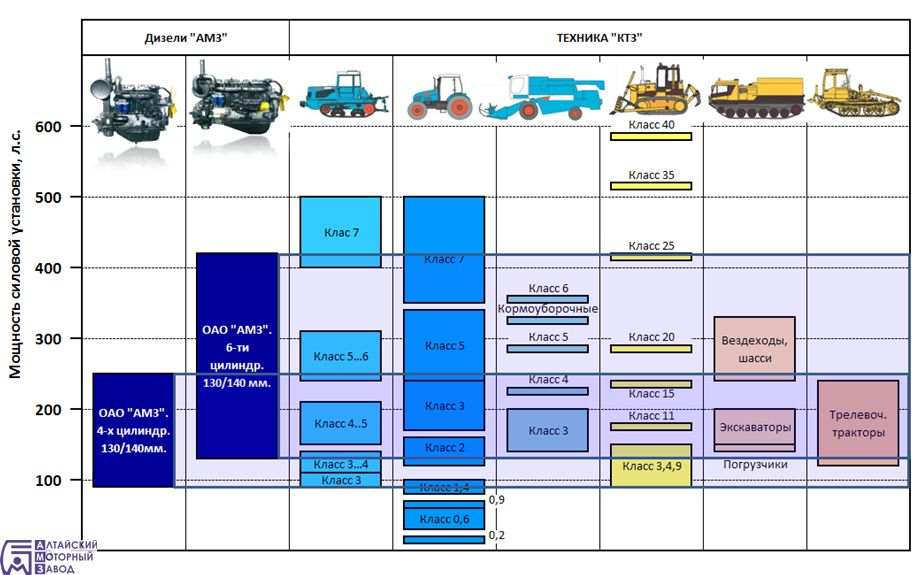
Применяемость дизелей ОАО «АМЗ»

Завод постоянно совершенствует конструкцию дизелей и технологию их производства, одним из таких этапов было сотрудничество с фирмой MAN (Германия), рекомендации которой были освоены на 100 %- это и доводка рабочего процесса двигателя и внесение изменений в конфигурацию блок-картера, и новая конструкция шатуна и ряд других значимых изменений и дополнений, которые в комплексе мероприятий обошлись «АМЗ» в 3,5 млн.$ и позволили достичь мирового уровня в дизелестроении.
Начиная с 2007 года коллектив предприятия создал и в 2011 году внедрил в производство новое поколение дизелей Д-3040 и Д-3060, соответствующих по своим характеристикам современным требованиям стандартов по надёжности и экологии Tier2 (Евро-3). Новинки отличаются 4-х клапанной системой газораспределения (вместо 2-х клапанной у А-41, А-01, Д-442 и Д-461). В остальном двигатели имеют большую степень унификации.
Продолжаются работы по созданию и постановке на производство модификаций дизелей соответствующих нормам Tier3 и Tier4 с системой Common rail.
ОАО «АМЗ» вело работы по запуску в производство двигателя работающем на метане. Целевое назначение- применение в составе Газо-Генераторной Установки. Для испытаний двигателей, работающих на природном газе, построен и запущен в эксплуатацию сертифицированный испытательный бокс, соответствующий всем нормам безопасности и техническим требованиям.

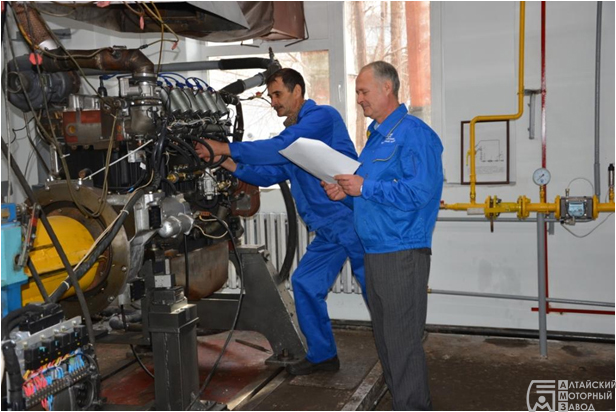
Бокс «АМЗ» для испытаний двигателей работающих на природном газе

## Продукция ОАО «АМЗ»
1. Семейство 4-цилиндровых дизельных двигателей: А-41СИ-1-01; А-41-31И-1; А-41-33И-1; А-41СИ-02; Д-447-10И-1; Д-447-20И-1; Д-440-33И-1; Д-442-13-10И-1; Д-442-25И-2; Д-442-25БИ-1; Д-442-51И-1; Д-442-55РИ-1; Д-442ВСИ-1; Д-442-57И-2; Д-442-59И-1; Д-3045; Д-3041-2.
2. Семейство 6-цилиндровых дизельных двигателей: А-01МРСИ −1.30; А-01МКСИ-1; А-01МЭ; Д-467-10И-1; Д-467-20И-1; Д-467-21И-1; Д-467-21Р-1; Д-461-33И-1; Д-461-17И-1; Д-461-11И-1; Д-3061; Д-3063.
3. Судовые дизель-генераторы, мощность 30-150 кВт.
4. Электроагрегаты общепромышленного назначения, мощность 50-150 кВт.
5. Судовые главные дизель-редукторные агрегаты (для привода гребного винта), мощность 140—180 кВт.

## Ссылка
- Сайт Алтайского Моторного Завода
- Алтайский моторный завод займется промышленной сборкой тракторов
- двигатели на метане в рамках программы импортозамещения (недоступная ссылка)